# Gréville-Hague
Gréville-Hague település Franciaországban, Manche megyében. Lakosainak száma 700 fő (2018. január 1.). Gréville-Hague Éculleville, Beaumont-Hague, Branville-Hague, Urville-Hague és Urville-Nacqueville községekkel határos.

## Népesség
A település népességének változása:
| Lakosok száma | 412  | 417  | 432  | 653  | 721  | 768  | 747  | 719  | 703  | 700  |
|               | 1968 | 1975 | 1982 | 1990 | 1999 | 2011 | 2013 | 2015 | 2017 | 2018 |